# Desmodium purpusianum
Desmodium purpusianum är en ärtväxtart som först beskrevs av Anton Karl Schindler, och fick sitt nu gällande namn av Bernice Giduz Schubert. Desmodium purpusianum ingår i släktet Desmodium och familjen ärtväxter. Inga underarter finns listade i Catalogue of Life.